# Bath-Haverhill Bridge
Die Bath-Haverhill Bridge (auch: Haverhill-Bath Covered Bridge, New Hampshire Covered Bridge No. 27) ist eine überdachte Brücke in Bath und Haverhill im Norden New Hampshires. Sie überführte die Straße von Haverhill nach Bath über den Ammonoosuc River, bis sie durch eine unmittelbar stromab gelegene Brücke ersetzt wurde.

## Geschichte
Im Jahr 1928 ernannte die Gemeindeversammlung von Bath ein Komitee, das mit den Gemeindevertretern der südlich gelegenen Nachbargemeinde Haverhill Verhandlungen über den Standort einer Brücke über den zwischen den Gemeinden verlaufenden Ammonoosuc River führen. Im September des Jahres plante Bath 300 $ ein, um Steine und Holz für den Brückenbau zu kaufen. Der ursprüngliche Bauaufseher wurde im Juni 1829 auf eigenen Wunsch abgelöst, die Brücke noch im gleichen Jahr fertiggestellt.
Bei Fertigstellung war die Brücke dazu bestimmt, den Verkehr zwischen den Ortschaften Haverhill und Bath zu erleichtern. Im Jahr nach dem Bau der Brücke erwarb ein John L. Woods eine Mühle nahe der Brücke. Weitere Mühlen bestanden in der Nähe entlang des Flusses. Später im 19. Jahrhundert wurde Woodsville durch eine Stichstrecke der Eisenbahn erschlossen. Die folgende Entwicklung Woodsvilles verbunden mit dem gleichzeitigen Verlust an Bedeutung des Ortes Haverhill führte dazu, dass die Brücke mehr dem Verkehr mit Woodsville statt dem nach Haverhill diente.
Bei einem Hochwasser im Jahr 1927 durchbohrte ein Baumstamm das Fachwerk, und eine Scheune wurde gegen die Brücke geschwemmt. 1973 wurde die Brücke erneut repariert, die Kosten betrugen 38.710 $ und wurden auf Bath, Haverhill und den Staat aufgeteilt. 1975 wurde die Brücke für die Aufnahme in das National Register of Historic Places (NRHP) nominiert und begutachtet. Dem Antrag wurde 1977 stattgegeben. Zu diesem Zeitpunkt war die Brücke für sechs Tonnen freigegeben, die Fahrbahn durch Einbau von Barrieren verengt worden.
Nach Beschädigung durch Eisgang im Winter 1980 wurde die Brücke im März des Jahres darauf repariert. Die entstandenen Kosten von 8.000 $ bezahlte der Staat New Hampshire. Am 11. September 1983 wurde von einem Unbekannten ein Brandanschlag auf die Brücke verübt, der nicht erfolgreich war. 1999 wurde die NH-135 neu trassiert und die Brücke für den Fahrzeugverkehr gesperrt.

## Bedeutung
Den Unterlagen des New Hampshire Department of Transportation (NH-DoT) zufolge war sie bis zu ihrer Schließung die älteste noch für den öffentlichen Straßenverkehr genutzte überdachte Brücke in New Hampshire. Reparaturen wurden durchgeführt, die Brücke an sich jedoch nie erneuert. Von der Nutzung abgesehen ist sie die älteste erhaltene Town-Truss-Brücke und eine der, wenn nicht die älteste erhaltene überdachte Brücke der USA. Sie diente 170 Jahre lang dem öffentlichen Straßenverkehr und war nach deren Einführung bis zur Schließung Teil einer nummerierten Staatsstraße, der New Hampshire Route 135.

## Eigenschaften
Konstruktiv handelt es sich bei der Brücke um eine Town-Truss-Brücke mit Versteifungsbögen vom Saltboxtyp – mit Verkleidung. Das Bauwerk hat eine Länge von 84,6 Metern, die Brücke an sich misst 78,2 Meter. Der Unterschied rührt von den Portalen her, die überdacht, aber konstruktiv nicht Teil der Brücke sind, sondern an Land stehen. Das Tragwerk ruht auf rechteckigen Pfeilern aus behauenem Stein. Der mittlere Pfeiler ist auf der stromaufwärts gelegenen Seite rund ausgeführt. Ein Gehsteig auf der östlichen Seite bringt die Gesamtbreite auf 8,1 Meter. Die Durchfahrtshöhe beträgt 3,2 Meter. Die Durchfahrtsweite beträgt nach Einbau von Hindernissen noch 4,4 Meter statt der ursprünglichen 5,1 Meter. Ebenso wurde das zulässige Fahrzeuggewicht von zwischenzeitlich sechs Tonnen auf zuletzt drei Tonnen reduziert. Die Portale sind mit Stülpschalung verkleidet, die Westseite der Brücke mit vertikaler Beplankung. Die Fahrbahn besteht aus quer verlegten Planken. Bögen, Verkleidung sowie die Portale und der Gehsteig sind Ergänzungen, welche die Brücke ursprünglich nicht aufwies.